# Andrew Wyllie
Andrew H. Wyllie (1944 - 26 mai 2022) est un pathologiste écossais.

## Biographie
En 1972, alors qu'il travaille avec des microscopes électroniques à l'université d'Aberdeen, il réalise l'importance de la mort cellulaire naturelle,. Lui et ses collègues John Kerr et Alastair Currie appellent ce processus l'apoptose, de l'utilisation de ce mot dans un ancien poème grec pour signifier "tomber" (comme des feuilles tombant d'un arbre),. Il suit une formation postdoctorale à Cambridge et devient professeur de pathologie expérimentale à la faculté de médecine de l'université d'Édimbourg en 1992. Il quitte Édimbourg pour Cambridge en 1998. Ses travaux contribuent à la compréhension de l'apoptose dans la santé et dans la maladie, et il continue de donner des conférences aux étudiants de premier cycle en médecine et en sciences naturelles à Cambridge.
Après sa retraite, Wyllie est remplacé dans son poste de chef du département de pathologie à Cambridge par Geoffrey L. Smith en octobre 2011.
En 1994, il reçoit le prix Bertner, MD Anderson Cancer Center, à l'université du Texas à Austin, États-Unis et en 1995, il devient membre de la Royal Society. En 1998, il obtient le prix Hans-Bloemendal, de l'université Radboud de Nimègue et en 1999 le prix international de la Fondation Gairdner et en 2001 le prix Scheele.